# Andreas Martin

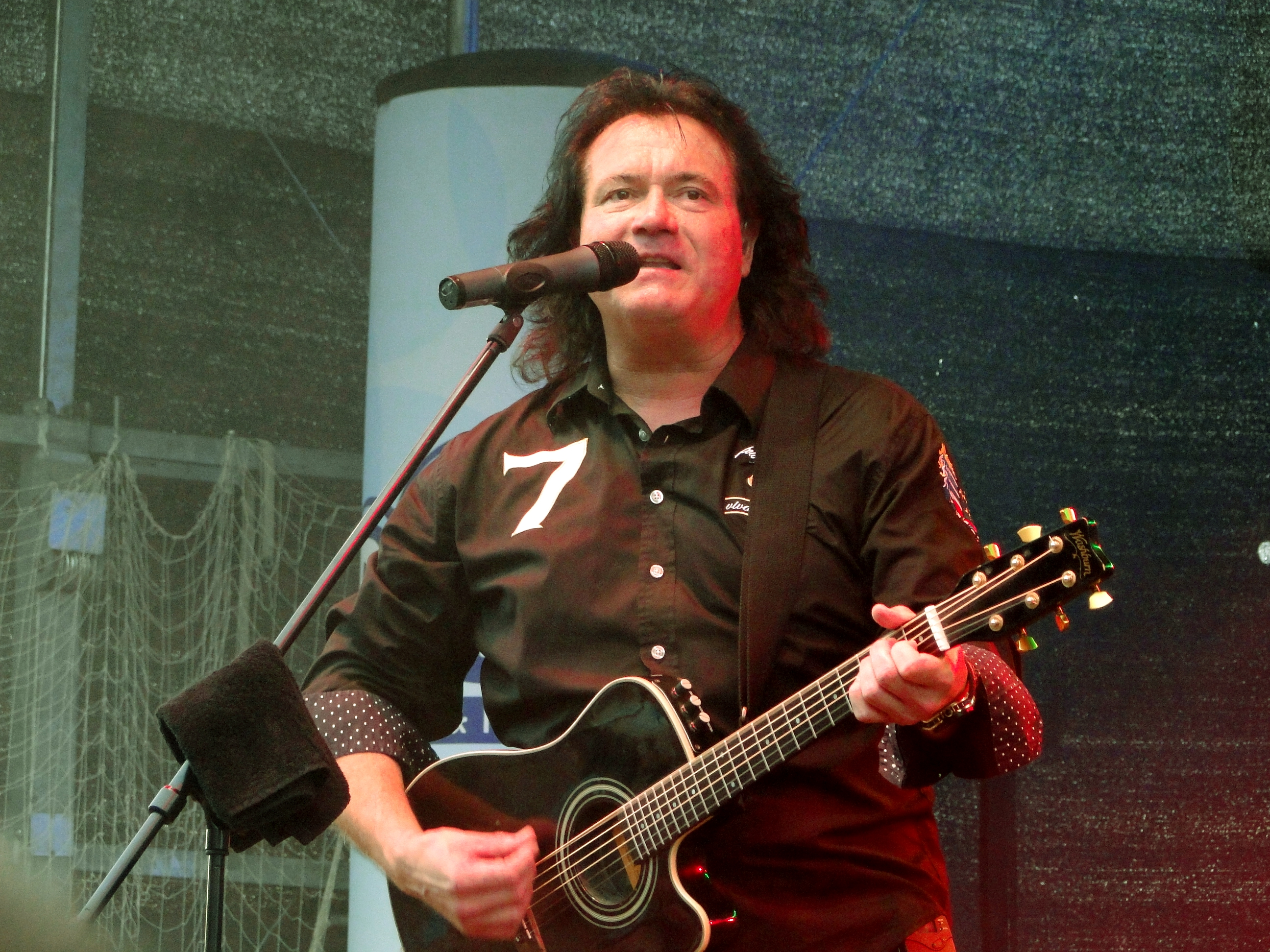
Andreas Martin (2011)

Andreas Martin, mit bürgerlichem Namen Andreas Martin Krause, (* 23. Dezember 1952 in Berlin) ist ein deutscher Schlagersänger, Komponist und Musikproduzent.

## Leben
Martin absolvierte ein Musikstudium. Er stellte im Jahre 1975 den noch unbekannten Wolfgang Petry dem Produzentenpaar Tony Hendrik/Karin Hartmann-Eisenblätter vor, das für ihn in den nächsten 10 Jahren 20 Singles und 7 LPs produzierte und teilweise komponierte. Als Sänger wurde Martin bekannt durch den Hit Amore Mio, mit dem er im Jahr 1982 in der deutschen Hitparade Platz 25 erreichte. Sein bisher größter Erfolg ist die von Drafi Deutscher komponierte Single Du bist alles (Maria, Maria) aus dem Jahr 1987.
Im Jahr 1989 nahm er als Sänger an der deutschen Vorausscheidung zum Eurovision Song Contest teil. Mit dem Lied Herz an Herz belegte er den vierten Platz unter zehn Teilnehmern.
Martin komponierte Songs für andere Schlagersänger, so war er unter anderem für Juliane Werding, Astrid Breck, Wolfgang Petry, Nino de Angelo und Roger Whittaker tätig.
In den Jahren 1991 und 1992 bildete er zusammen mit Drafi Deutscher das Pop-Duo New Mixed Emotions und nahm mit Deutscher das gemeinsame Album Side By Side auf. Mit den beiden daraus ausgekoppelten Singles Sensuality (When I Touch You) und Lonely Lover konnten sie sich 1991 hoch in der ZDF-Hitparade platzieren, mit Lonely Lover diese sogar gewinnen.
Im Jahr 1994 erreichte Martin bei den Deutschen Schlager-Festspielen mit seinem Titel So lieb ich dich den 3. Platz. Dafür wurde ihm von Dieter Thomas Heck die Bronzene Muse überreicht.
Ab 1993 war er vor allem als Songschreiber für die Erfolge von Brunner & Brunner verantwortlich. Die erste Single, die er für das österreichische Brüderpaar schrieb, hieß Schenk mir diese eine Nacht.
Dem in Neunkirchen-Seelscheid-Remschoß (Nordrhein-Westfalen) lebenden Martin gelang im Jahr 2006 mit der Single Einmal zu oft erstmals seit 1995 wieder der Sprung in die offiziellen deutschen Verkaufs-Charts, wo sich der Titel vier Wochen hielt. Diesen Charterfolg konnte er im Jahre 2008 mit der von Jürgen Dönges komponierten Single Ich fang Dir den Mond mit einem goldenen Lasso ein wiederholen bzw. sogar übertreffen.
Andreas Martin ist verwitwet und hat einen Sohn. Am 15. Juni 2017 meldete Martin seine Ehefrau Juliane als vermisst, nachdem sie zu Fuß das Haus verlassen hatte und nicht zurückgekehrt war. Suchaktionen der Polizei blieben ohne Erfolg. Im November 2017 entdeckten Spaziergänger in einem Waldstück bei Neunkirchen-Seelscheid eine Frauenleiche. Bei der Obduktion wurde festgestellt, dass es sich dabei um Juliane Martin handelte.
Im Mai 2019 veröffentlichte Andreas Martin nach drei Jahren Pause gemeinsam mit seinem Sohn Alexander das Duett Wir fangen von vorne an. Ende Dezember 2019 gab Alexander Martin über die sozialen Medien bekannt, dass sein Vater künftig nicht mehr als Sänger aktiv sein werde. Ende August 2023 gab sein Sohn bekannt, das Martin seit 2019 an Polyneuropathie erkrankt ist.
Im Dezember 2023 veröffentlichte Andreas Martin sein Abschiedsalbum Hier in dem Moment.

## Diskografie
Studioalben

| Jahr | Titel                    | Höchstplatzierung, Gesamtwochen, AuszeichnungChartplatzierungen (Jahr, Titel, Platzierungen, Wochen, Auszeichnungen, Anmerkungen) | Höchstplatzierung, Gesamtwochen, AuszeichnungChartplatzierungen (Jahr, Titel, Platzierungen, Wochen, Auszeichnungen, Anmerkungen) | Höchstplatzierung, Gesamtwochen, AuszeichnungChartplatzierungen (Jahr, Titel, Platzierungen, Wochen, Auszeichnungen, Anmerkungen) | Anmerkungen                                                           |
| Jahr | Titel                    | DE | AT | CH | Anmerkungen                                                           |
| ---- | ------------------------ | --- | --- | --- | --------------------------------------------------------------------- |
| 1982 | Andreas Martin           | — | — | — | Erstveröffentlichung: 1982                                            |
| 1984 | Was man Liebe nennt      | — | — | — | Erstveröffentlichung: Oktober 1984                                    |
| 1987 | Du bist alles            | DE35 (8 Wo.)DE | — | — | Erstveröffentlichung: 15. Juni 1987                                   |
| 1988 | Nur bei dir              | — | — | — | Erstveröffentlichung: Oktober 1988                                    |
| 1990 | Ein Teil von mir         | — | — | — | Erstveröffentlichung: 1990                                            |
| 1991 | Side by Side             | — | — | — | Erstveröffentlichung: 1991 mit Drafi Deutscher als New Mixed Emotions |
| 1992 | Verbotene Träume         | — | — | — | Erstveröffentlichung: 21. Oktober 1992                                |
| 1994 | Herz oder gar nichts     | DE88 (6 Wo.)DE | AT28 (1 Wo.)AT | — | Erstveröffentlichung: 13. Februar 1994                                |
| 1995 | Alles Gute, in Liebe     | DE87 (7 Wo.)DE | — | — | Erstveröffentlichung: 4. Juli 1995                                    |
| 1997 | Mit dir und für immer    | — | — | — | Erstveröffentlichung: 4. März 1997                                    |
| 1998 | Allein wegen dir         | — | — | — | Erstveröffentlichung: 12. Oktober 1998                                |
| 2001 | C’est la vie             | — | — | — | Erstveröffentlichung: 5. März 2001                                    |
| 2003 | Niemals zu alt           | — | — | — | Erstveröffentlichung: 27. Oktober 2003                                |
| 2005 | Wir leben nur einmal     | — | — | — | Erstveröffentlichung: 2. Mai 2005                                     |
| 2007 | 100% süchtig             | — | — | — | Erstveröffentlichung: 2. Februar 2007                                 |
| 2008 | Mondsüchtig              | DE54 (2 Wo.)DE | — | — | Erstveröffentlichung: 16. Mai 2008                                    |
| 2010 | Lichtstrahl              | DE45 (4 Wo.)DE | AT37 (3 Wo.)AT | — | Erstveröffentlichung: 23. Juli 2010                                   |
| 2012 | Kein Problem             | DE33 (2 Wo.)DE | — | — | Erstveröffentlichung: 24. August 2012                                 |
| 2014 | Für dich                 | DE41 (1 Wo.)DE | — | — | Erstveröffentlichung: 16. Mai 2014                                    |
| 2016 | Tänzer, Träumer, Spinner | DE21 (1 Wo.)DE | — | — | Erstveröffentlichung: 20. Mai 2016                                    |
| 2019 | Von vorne                | DE73 (1 Wo.)DE | — | — | Erstveröffentlichung: 24. Mai 2019 mit Alexander Martin               |
| 2023 | Hier in dem Moment       | — | — | — | Erstveröffentlichung: 15. Dezember 2023                               |

grau schraffiert: keine Chartdaten aus diesem Jahr verfügbar

## Auszeichnungen
- Ballermann-Award
  - 2013: in der Kategorie „Lebenswerk“